# Cánh đồng băng Nam Patagonia

Cánh đồng băng Nam Patagonia

Cánh đồng băng Nam Patagonia (tiếng Tây Ban Nha: Hielo Continental hay Campo de Hielo Sur), tọa lạc ở Nam Andes Patagonia giữa Chile và Argentina, là cánh đồng băng ngoài vùng cực tiếp giáp lớn nhất thế giới. Nó là phần lớn hơn của hai phần còn sót lại của Dải băng Patagonia, bao phủ toàn bộ miền nam Chile trong thời kỳ băng hà cuối cùng, được gọi ở địa phương là hình thành của băng Llanquihue.

## Địa lý
Cánh đồng băng Nam Patagonia kéo dài từ vĩ tuyến 48° 15′ N đến 51° 30′ N khoảng 350 kilômét (220 mi), và có diện tích 12,363 km2 (4,773 dặm vuông Anh), trong đó khoảng 9,700 km2 (3,745 dặm vuông Anh) thuộc Chile và 2,500 km2 (0,965 dặm vuông Anh) thuộc Argentina.
Khối băng này cung cấp băng cho hàng chục sông băng trong khu vực, trong đó có Upsala (765 km²), Viedma (978 km²) và Perito Moreno (258 km²) trong vườn quốc gia Los Glaciares ở Argentina, và sông băng Pío XI hay sông băng Bruggen (1.265 km², lớn nhất về diện tích và dài nhất ở nam bán cầu bên ngoài Nam Cực), O'Higgins (820 km²), Grey (270 km²) và Tyndall (331 km²) ở Chile. Các sông băng chảy về phía tây chảy vào vịnh hẹp của các kênh Patagonia của Thái Bình Dương; những sông chảy về phía Đông chảy vào các hồ Patagonia Viedma và Argentino, và cuối cùng, qua các dòng sông de la Leona và Santa Cruz, đến Đại Tây Dương.